# むかし家今松 (7代目)
むかし家 今松（むかしや いままつ、1945年10月30日 - ）は、千葉県松戸市出身の落語家。本名：鵜殿 真克。落語協会所属。出囃子は『舌出し三番叟』。紋は『裏梅』。

## 経歴
1965年1月、十代目金原亭馬生に入門、前座名は「駒次」で、3月14日に新宿末廣亭で「道灌」を演じ初高座。
1970年4月に六代目柳家小団治、柳家小三太、三遊亭旭生と共に二ツ目昇進、七代目むかし家今松を名乗る。
1981年3月に柳家さん喬、五街道雲助、三遊亭圓龍、三遊亭歌司、二代目金原亭馬の助、橘家竹蔵と共に真打昇進。
1987年12月、第33回 国立演芸場 花形若手演芸会新人賞金賞受賞、演目は「笠碁」。

## 芸歴
- 1965年1月 - 十代目金原亭馬生へ入門、前座名「駒次」。
- 1970年4月 - 二ツ目昇進、「むかし家今松」と改名。
- 1981年3月 - 真打昇進。

## 人物
口癖は「そんなに売れたくない」。
2004年から2018年まで新宿末廣亭12月下席夜の部の主任を務め、最終日の28日は「芝浜」で締めるのが恒例となっていた。
三遊亭歌司、三遊亭圓丈、古今亭志ん駒、柳家さん遊、柳家小団治、柳家さん八、三遊亭圓龍、古今亭志ん五、金原亭馬の助、橘家竹蔵、柳家小袁治と共に同期会「落友舎」を結成している。

## 演目
- 青菜
- 明烏
- 井戸の茶碗
- 居残り佐平次
- 大山詣り
- おかめ団子
- おせつ徳三郎
- 阿三の森
- お茶汲み
- お直し
- お化長屋
- 帯久
- 御神酒徳利
- お若伊之助
- 火焔太鼓
- 笠碁
- 火事息子
- 岩亀楼亀遊
- 首ったけ
- 甲府い
- 五貫裁き
- 駒長
- 子別れ
- 盃の殿様
- ざこ八
- 三軒長屋
- 三年目
- 三方一両損
- 質屋蔵
- 品川心中
- 死神
- 芝浜
- 千両蜜柑
- 宗珉の滝
- 大工調べ
- 高田馬場
- 莨の火
- ちきり伊勢屋
- 茶の湯
- 付き馬
- 壺算
- てれすこ
- 天狗裁き
- 唐茄子屋政談
- 富久
- 長崎の赤飯
- 二番煎じ
- 抜け雀
- 猫の災難
- ねずみ
- 鼠穴
- 寝床
- のめる
- はなむけ
- 浜野矩随
- 一人酒盛
- 百年目
- 富士詣り
- 船徳
- へっつい幽霊
- 松曳き
- 木乃伊取り
- 水屋の富
- 味噌蔵
- 三井の大黒
- 妾馬
- もう半分
- 宿屋の富
- 柳田格之進
- 藪入り
- 夢金
- らくだ